# اعذر لغتي الفرنسية

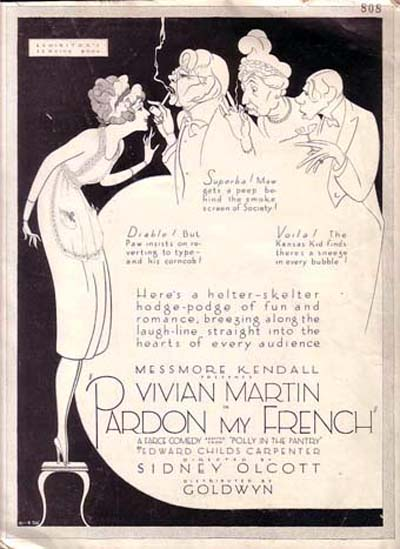
الفاظ نابية

اعذر لغتي الفرنسية (بالإنجليزية: Pardon my French)‏ أو (بالإنجليزية: Excuse my French)‏ هي عبارة شائعة باللغة الإنجليزية تخفي ظاهريًا الألفاظ النابية بدعوى أنها كلمات من اللغة الفرنسية.